# Pandia (satèl·lit)
Pandia, també conegut com a Júpiter LXV (designació provisional S/2017 J 4), és un satèl·lit natural de Júpiter. Fou descobert per Scott S. Sheppard i el seu equip el 2017, i el seu descobriment fou anunciat el 17 de juliol de 2018 mitjançant la Minor Planet Electronic Circular del Minor Planet Center. Té aproximadament 2 quilòmetres de diàmetre i orbita el planeta a un semieix major d'uns 11.525.000 quilòmetres amb una inclinació d'uns 28,15°. Pertany al grup d'Himalia.